# St. Lampertus (Wambach)

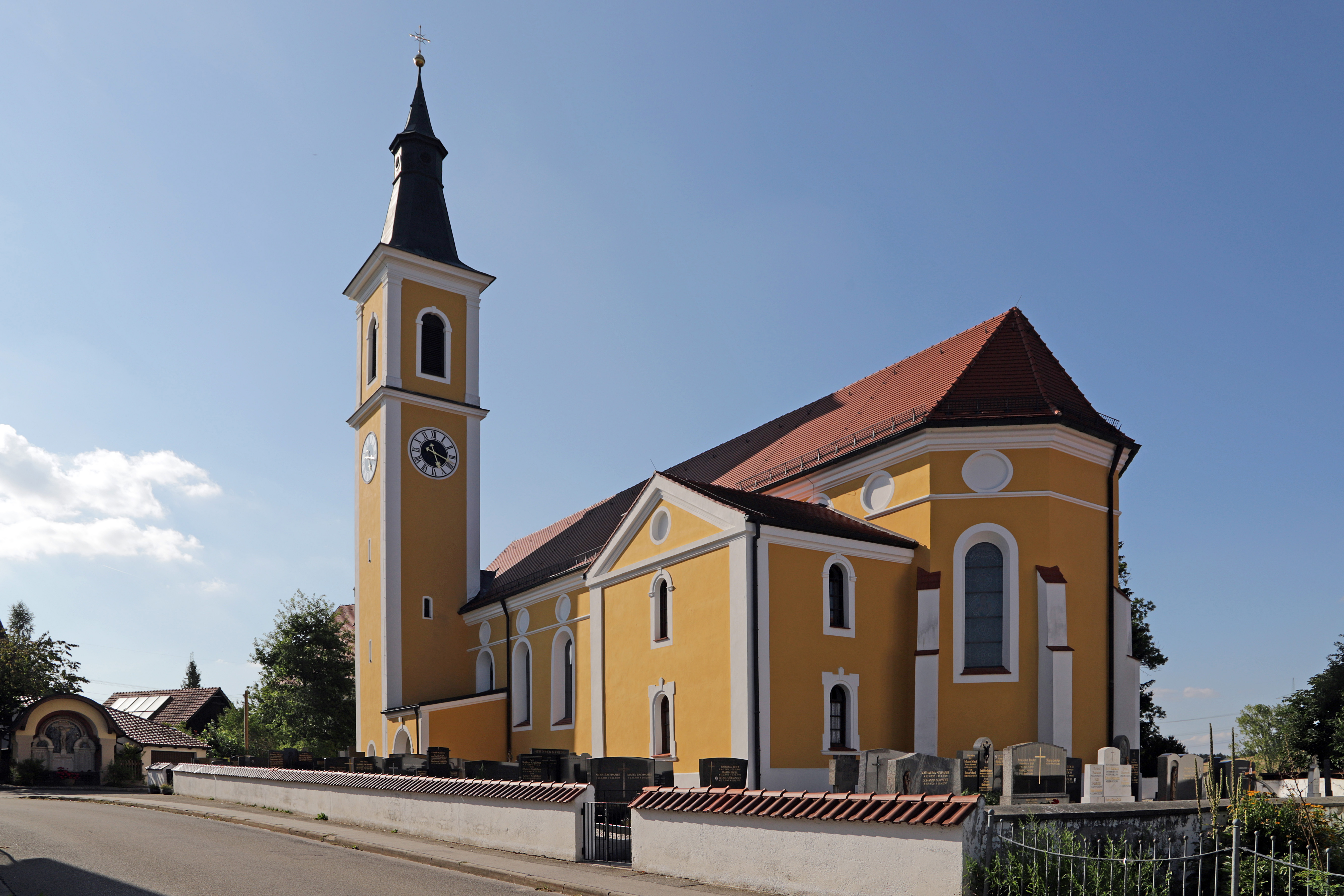
Kirche St. Lampertus in Wambach

St. Lampertus ist die Pfarrkirche von Wambach, einem Gemeindeteil der oberbayerischen Gemeinde Taufkirchen (Vils) im Landkreis Erding.

## Pfarrei
Die Pfarre von Wambach wird bereits 1315 in den Konradinischen Matrikeln mit zwei Filialen aufgeführt. Nach der Sunderndorfer Matrikel gehörten fünf Filialen (Geislbach, Kögning, Burgharting, Reichersdorf, Sulding) zur Pfarrei Wampach. 1864 wurden die Filialen Kögning und Mögling in die Pfarrei Steinkirchen umgepfarrt, bis 1926 gehörte auch Burgharting als Filiale zur Pfarrei Wambach.
Die Pfarrei St. Lampertus gehört heute zum Pfarrverband Taufkirchen (Vils) im Dekanat Erding des Erzbistums München und Freising.

## Geschichte
Wambach wird erstmals urkundlich in den Traditionen des Hochstifts Freising im Jahr 836 als Waraminpah erwähnt. Die Pfarre von Wambach wird bereits 1315 in den Konradinischen Matrikeln mit zwei Filialen aufgeführt. Nach der Sunderndorfer Matrikel gehörten fünf Filialen (Geislbach, Kögning, Burgharting, Reichersdorf, Sulding) zur Pfarrei Wampach. Die Pfarrkirche, bei der im Kern es sich um einen gotischen Bau handelt, wurde von Hans Kogler 1699 erhöht und 1887 um das Doppelte nach Westen verlängert. Außerdem wurde in diesem Jahr der alte Zwiebelturm durch die heutige Spitzhaube ersetzt. Nach den Entdeckungen bei der Renovierung 1972 muss die Wambacher Kirche zu den ältesten Kirchen im Landkreis Erding gezählt werden.

## Baubeschreibung
In der Liste der Baudenkmäler in Taufkirchen (Vils) ist das Baudenkmal folgendermaßen beschrieben:
Katholische Pfarrkirche St. Lampertus: Saalbau mit eingezogenem polygonalem Chorabschluss, angefügter Sakristei und Westturm, im Kern spätgotisch, von Hans Kogler 1699 erhöht und gewölbt, 1887 Verlängerung und Turmbau; mit Ausstattung. 